# Râul Mocearu
Râul Mocearu este un curs de apă, afluent al râului Putna. 